# Jamphel Gyatso
Jamphel Gyatso (1758- 1804) (tibetà: བྱམས་སྤེལ་རྒྱ་མཚོ་, Wylie: Byams spel rgya mtsho, pinyin tibetà: Qambê Gyaco; xinès: 强白嘉措, pinyin: Qiáng bái jiā cuò) va ser el 8è Dalai-lama.
Jamphel Gyatso va néixer a Thobgyal a la regió Tsang al Tibet. Els seus pares Sonam Dhargye i Phuntsok Wangmo eren suposadament descendents del Dhrala Tsegyal, un dels herois del poema èpic tibetà del rei Gesar.
Va rebre el seu nom del Panchen Lama Palden Yeshi, i després ambdós van anar a Lhasa, on Jamphel Gyatso fou entronitzat com el 8è Dalai Lama. L'imperi Britànic el va utilitzar com a ambaixador en el seu conflicte amb Bhutan i era també un polític important per als xinesos.